# Zimrí

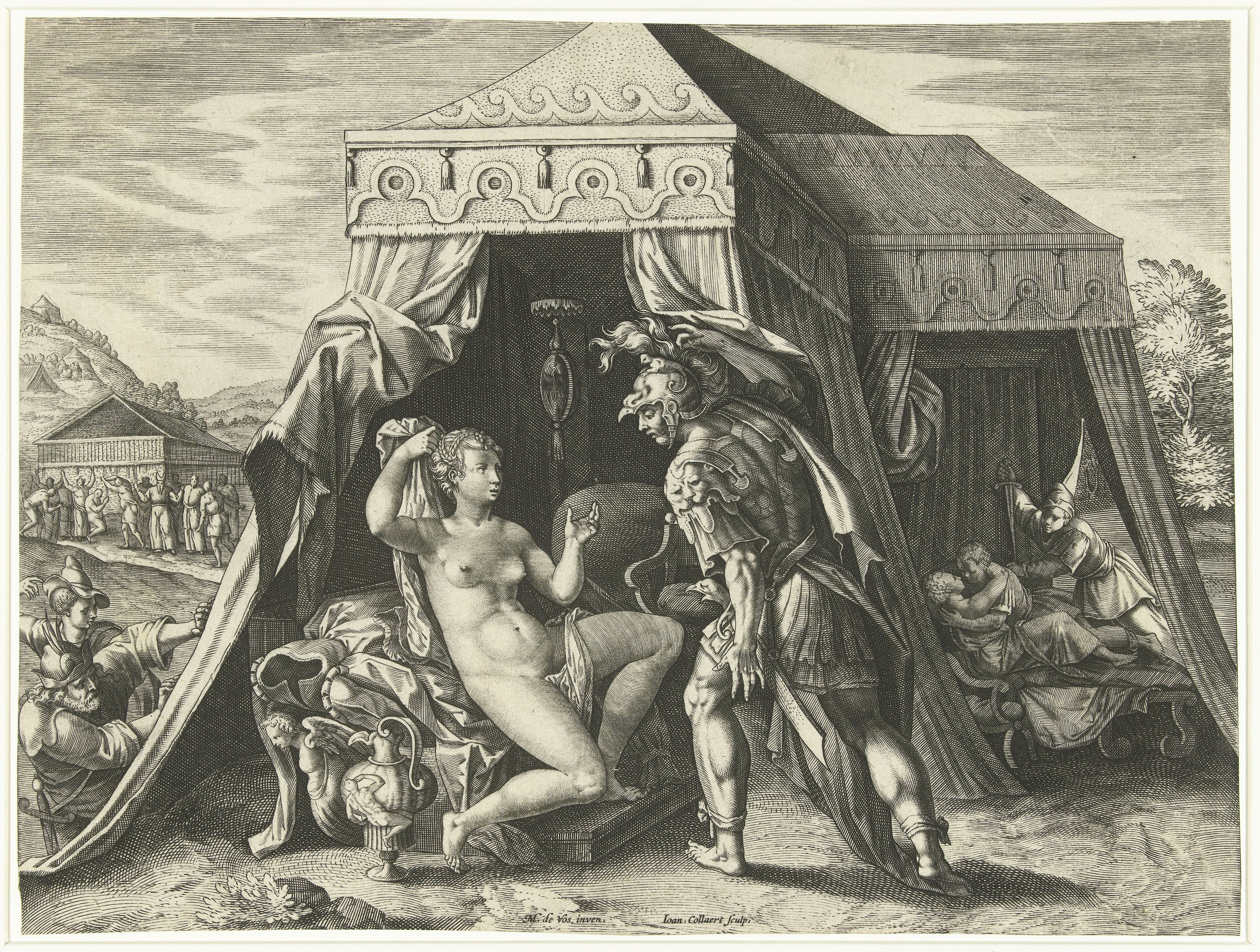
Zimrí s Midjánkou

Zimrí (hebrejsky: זִמְרִי‎ Zimri, doslova „Ochránil Hospodin“), v českých překladech Bible přepisováno též jako Zamri, byl velmožem z izraelského kmene Šimeón, kterého usmrtil Áronův vnuk Pinchas za to, že si do izraelského ležení veřejně přivedl dceru midjánského knížete, aby s ní ve svém stanu souložil. K tomuto incidentu došlo v Šitím, a to ke konci čtyřicetiletého putování pouští, než izraelské kmeny, jež vyšly po pesachové události z egyptského otroctví, začaly obsazovat Zemi zaslíbenou.
Podle kroniky Davida Ganse k tomu došlo v roce 2488 od stvoření světa neboli v rozmezí let 1274–1273 před naším letopočtem.
Podle biblické zprávy byli izraelští muži v Šitím svedení k modloslužbě skrze Moábky, které je zvaly „k obětním hodům svého božstva“. Celé to ovšem zinscenoval Bileám, který byl moábským králem Balákem najat k tomu, aby mu pomohl zničit Izraelce, kteří se utábořili na hranici jeho území.
Židovská tradice uvádí, že moábské ženy si v Šitím postavily stánky, před nimiž vystavily nejrůznější zboží k prodeji. Před stánkem nabízela zboží vždy starší žena. Když viděla, že si zboží prohlíží muž, pozvala jej dovnitř stánku, aby si prohlédl i další a údajně lepší zboží. Tam se obchodního jednání ujala mladší vyzývavě upravená žena, která měla za úkol onoho muže svést. Když se ženě svým šarmem, úslužností a úlisnými řečmi podařilo v muži vzbudit sexuální touhu, ochotně se mu nabídla. Než ale svolila se stykem, vyžadovala, aby vykonal obětní hod jejímu božstvu. Tak se mnoho Izraelců v tajnosti dopustilo modloslužby a Hospodin vyzval Mojžíše, aby sjednal nápravu. Do celé záležitosti ale vstupuje Kozbí, dcera midjánského knížete, která svede Zimrího, významného člena izraelské pospolitosti, a poté předstírá zájem o gijur. Zimrí ji tedy přivede před Mojžíše a ptá se jej, zda může Kozbí pojmout za ženu. Když mu Mojžíš sdělí, že je nepřijatelné, aby si syn Izraele vzal za ženu modloslužebníci, Zimrí se ho otázal: Cožpak ty sám nemáš za ženu Midjánku? Mojžíš byl zaskočen a nezmohl se na odpověď. Když to Zimrí viděl, vzal Kozbí přede všemi do svého stanu a začal se s ní oddávat sexuálním hrátkám. Tehdy Pinchas připomněl Mojžíši zákon, podle něhož smí horlivý zabít toho, „kdo veřejně přestoupí zákaz Tóry mít pohlavní styk s pohankou“. Nato Mojžíš „odpověděl, že když jej Pinchas připomněl, má jej i vykonat.“ A tak Pinchas vzal oštěp, vstoupil do stanu a jednou ranou probodl Zimrího s Kozbí.